# Ґіґі Уґулава
Ґіорґі Уґулава (груз. გიორგი უგულავა) або загальновживано Ґіґі Уґулава (груз. გიგი უგულავა, народився 15 серпня 1975 в Тбілісі) — грузинський політик і журналіст, мер Тбілісі з 2005 по 2013 рік.

## Біографія
Навчався в Теологічній семінарії в Тбілісі (1992—1994) і в університеті землі Саарланд (1995—1997). 1998 року закінчив факультет філософії і соціології Тбіліського державного університету. Того ж року вступив до аспірантури Інституту філософії Академії наук Грузії.
1993 року був вчителем історії релігії в школах Тбілісі. З 1997 до 1998 року працював журналістом на телеканалі «Iberia-TV», а з 1999 до 2000 року журналістом на «Inter News». В той же період був керівником відділу в грузинській філії Трансперенсі Інтернешнл, а також консультантом у фонді «Eurasia». В 2001—2003 роках очолював Асоціацію правничої і громадянської освіти (ALPE).
В грудні 2003 року після Революції Троянд призначений заступником міністра юстиції. В лютому 2004 року посів посаду заступника міністра безпеки, наступного місяця — першого заступника міністра безпеки. З вересня 2004 року до квітня 2005 року був губернатором Мегрелії. 20 квітня 2005 року посів посаду голови адміністрації Президента Грузії.
12 липня 2005 року призначений мером Тбілісі. 5 жовтня 2006 року на місцевих виборах обраний депутатом міської ради (сакребуло) Тбілісі. 12 жовтня 2006 року сакребуло обрало його мером Тбілісі. Був кандидатом від Єдиного Національного Руху на перших безпосередніх виборах мера Тбілісі, що відбулися 30 травня 2010 року. Переміг на них, здобувши понад 55 % голосів, тоді як його найближчий переслідувач опозиціонер Іраклій Аласанія здобув 20 %.
Ґіґі Уґулава володіє російською, англійською і німецькою мовами. Одружений, має двох дітей.
10 лютого 2020 року його засудили до 3 років позбавлення волі. Однак після міжнародної реакції 15 травня президент Саломе Зурабішвілі помилувала Угулаву.